# Saint-Aubin-de-Locquenay
Saint-Aubin-de-Locquenay là một xã trong tỉnh Sarthe trong vùng Pays-de-la-Loire ở tây bắc nước Pháp. Xã này nằm ở khu vực có độ cao từ 65-196 mét trên mực nước biển.